# Санта-Фе (кратер)
Санта-Фе (Santa Fe) — ударный кратер на Марсе, на равнине Хриса. Диаметр — 20,3 км, координаты центра — 19°17′ с. ш. 312°03′ в. д. / 19,28° с. ш. 312,05° в. д.. Назван именем города Санта-Фе в Нью-Мексико, США. Это название было утверждено Международным астрономическим союзом в 1976 году.
На примере Санта-Фе была исследована особенность некоторых молодых кратеров — видимые на ночных инфракрасных снимках светлые и тёмные лучи, радиально расходящиеся от кратера. Светлыми на таких снимках выглядят области с большой тепловой инерцией, что может быть следствием большого размера частиц грунта и, соответственно, большой теплопроводности поверхности (поверхность, покрытая мелкой пылью, плохо проводит тепло, быстро охлаждается и выглядит тёмной). Согласно выводам авторов исследования, упомянутые лучи Санта-Фе и ему подобных кратеров появились не при падении выброшенных ударом пород (обычная причина появления лучей у кратеров), а при действии на поверхность образовавшихся при ударе сверхзвуковых потоков пара, опережающих твёрдые выбросы. Как и лучи от падения выбросов, описанные лучи недолговечны, и их наличие означает молодость кратера. Возраст Санта-Фе, судя по подсчёту наложившихся на него мелких кратеров, не превышает нескольких сотен миллионов лет.

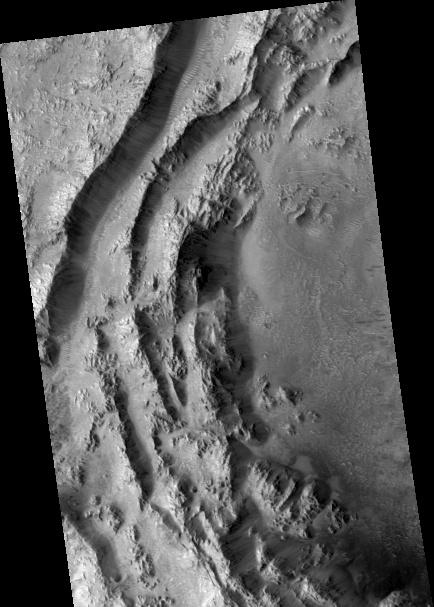
Часть края кратера
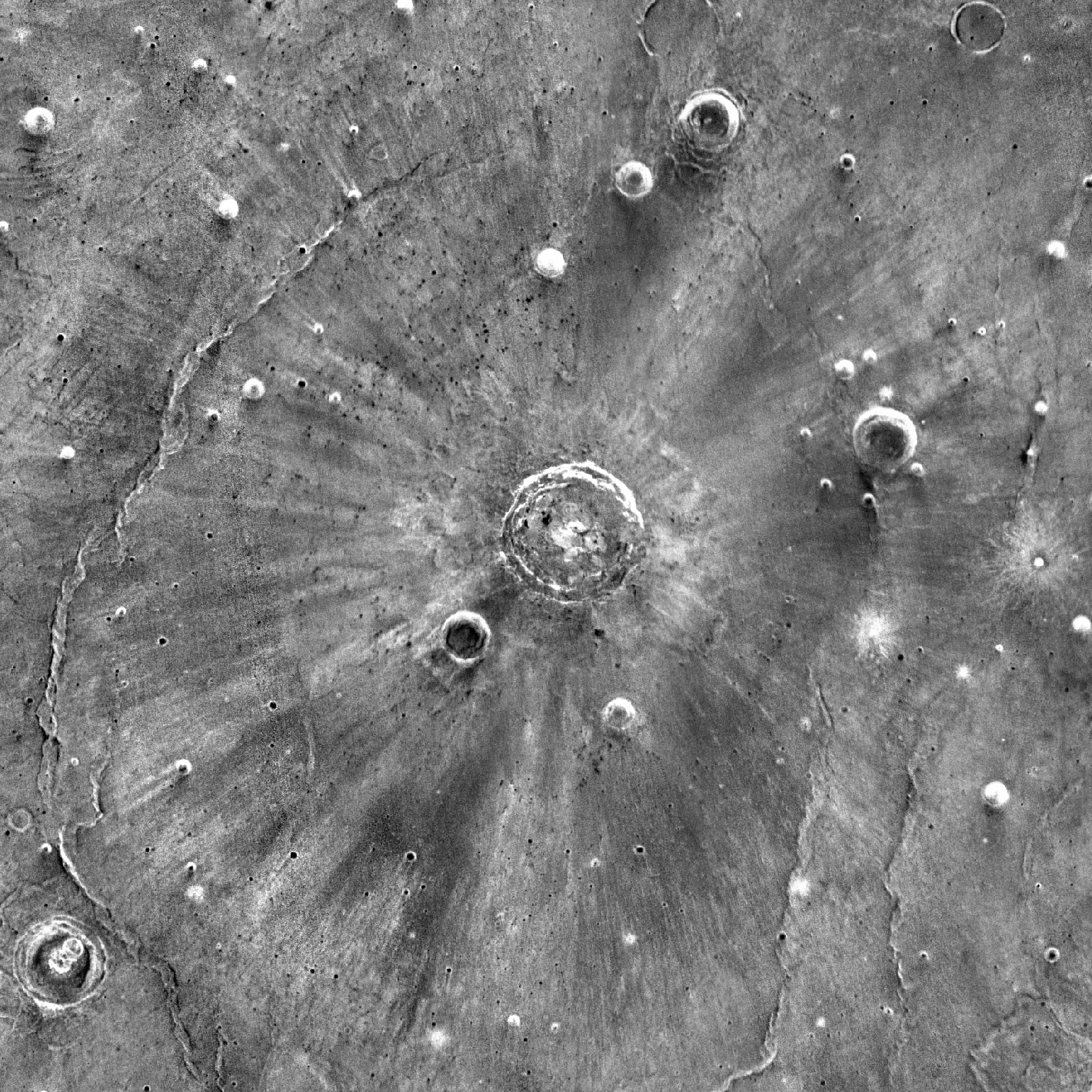
Карта тепловой инерции окрестностей кратера: видно светлые и тёмные лучи